# Georgia Guidestones
Ne doit pas être confondu avec Stonehenge américain.
 (octobre 2018).
Si vous disposez d'ouvrages ou d'articles de référence ou si vous connaissez des sites web de qualité traitant du thème abordé ici, merci de compléter l'article en donnant les références utiles à sa vérifiabilité et en les liant à la section « Notes et références ».
Les Georgia Guidestones, en français pierres guides de Géorgie, appelées aussi le « Stonehenge américain », étaient un monument en granite érigé le 22 mars 1980 près d'Elberton en Géorgie, aux États-Unis, et détruit le 6 juillet 2022. Il a été construit par la firme Elberton Granite Finishing Company sur commande d'un anonyme s'étant présenté sous le nom de R. C. Christian (pseudonyme allégorique pour Christian Rosenkreutz ou Christian Rose-Croix).

## Histoire et objectif
L'histoire de ce monument débute en 1979, lorsque celui qui se fait appeler Robert C. Christian se rend à  Elberton au siège d'une entreprise de taille du granite Elberton Granite Finishing. Il veut faire construire un monument de dimensions inhabituelles et il est persuadé que les carrières de la région fournissent le plus beau granite du monde. Elberton est appelée la « capitale mondiale du granite »,. Il demande que soient extraits des carrières des blocs de granite d'une dimension jamais atteinte dans le comté, et qu'ils forment une structure comportant des inscriptions écrites dans huit langues : anglais, espagnol, russe, chinois, arabe, hébreu, hindi et swahili. L'ensemble doit pouvoir résister aux plus grandes catastrophes et servir de guide à l'humanité qui serait décimée par ces catastrophes pour reconstruire une civilisation meilleure que celle qu'il juge sur le point de s'autodétruire.
Pour pouvoir construire le monument, Robert C. Christian achète une propriété de deux hectares, donnant le droit à vie à son ancien propriétaire Wayne Mullenix d'y faire paître son bétail. Quelques semaines après, il donne la propriété au comté d'Elbert, estimant que ce dernier protégera les Guidestones. Il les conserve effectivement, car celles-ci deviennent une attraction touristique dès leur inauguration le 22 mars 1980, attirant des curieux du monde entier. L'acte de propriété interdit de faire payer la visite du monument, ainsi que la construction de bâtiments permanents sur le site.
Le site connaît un regain d'intérêt en 2005, après que Mark Dice (en) a publié son ouvrage The Resistance Manifesto [Le manifeste de la résistance]. Depuis cette date, l'auteur demande que les Guidestones soient « brisées en des millions de morceaux », estimant que ces pierres ont « une origine satanique profonde ». Les pierres ont fait l'objet de nombreuses hypothèses, notamment par Jay Weidner, animateur radio à Seattle ayant beaucoup travaillé sur le sujet et produit l'une des hypothèses les plus populaires sur les commanditaires du monument, qui pourraient être selon lui les rosicruciens, membres d'un ordre mystique apparu en Allemagne au XVe siècle qui auraient prétendu posséder des connaissances ésotériques échappant aux communs des mortels.
Le monument a été construit dans la région américaine dite du Bible Belt, dans laquelle vivent de nombreux fondamentalistes chrétiens. Il suscite des réactions très diverses. Ses admirateurs, dont Yoko Ono, y voient un appel au rationalisme, tandis que ses détracteurs pensent qu'il s'agit des commandements de l'Antéchristvoire satanique.
Le monument fait l'objet de nombreuses théories du complot,,.
La construction du bâtiment aurait été ordonnée par la société Elberton Granite Finishing elle-même, afin de faire de la publicité pour la principale activité de la ville.
Le matin du 6 juillet 2022, l'un des piliers du monument est fortement endommagé par un engin explosif. Plus tard dans la journée, les autorités ont démoli les parties restantes de la structure pour des raisons de sécurité.

## Description

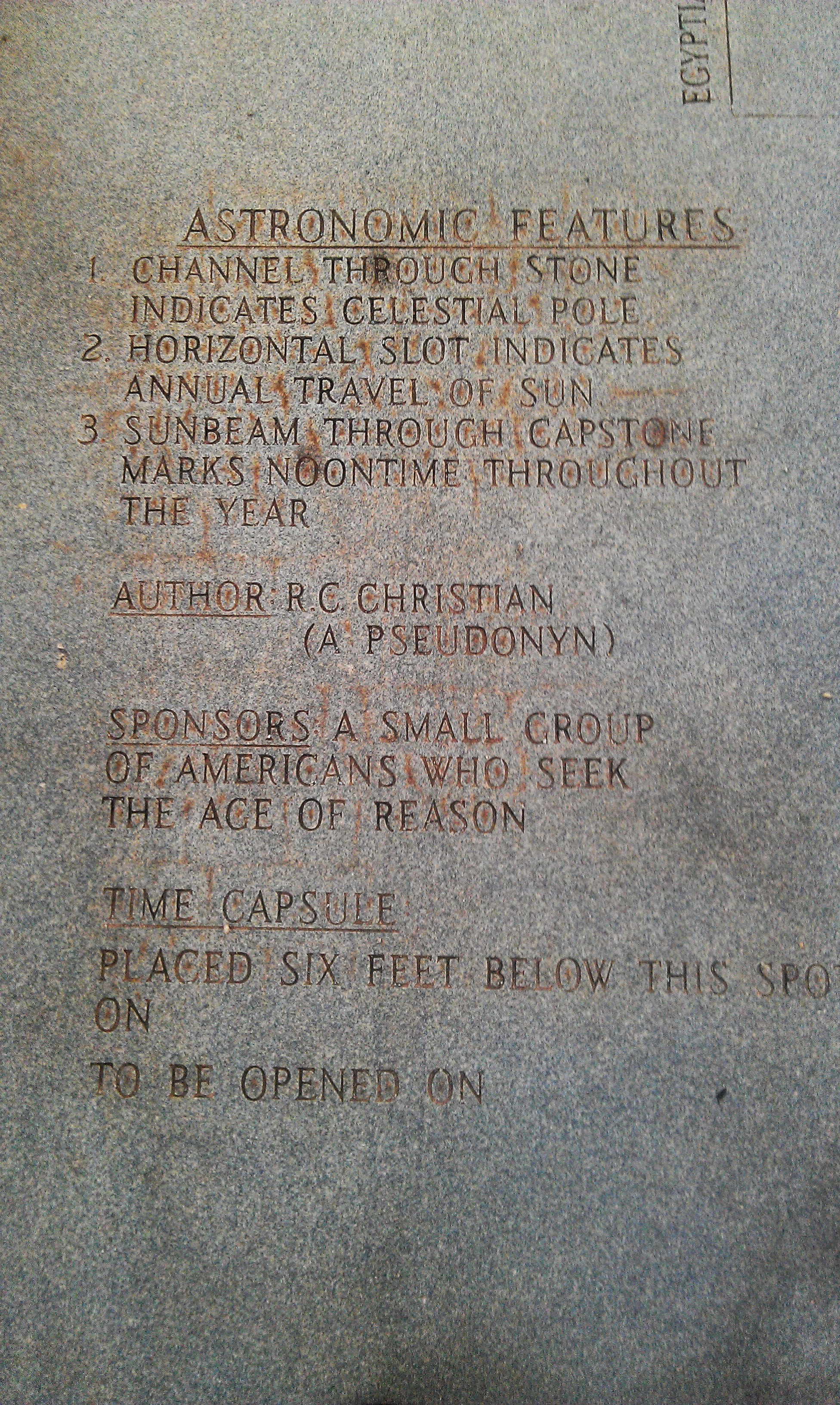
Données astronomiques du monument et signature de l'auteur.

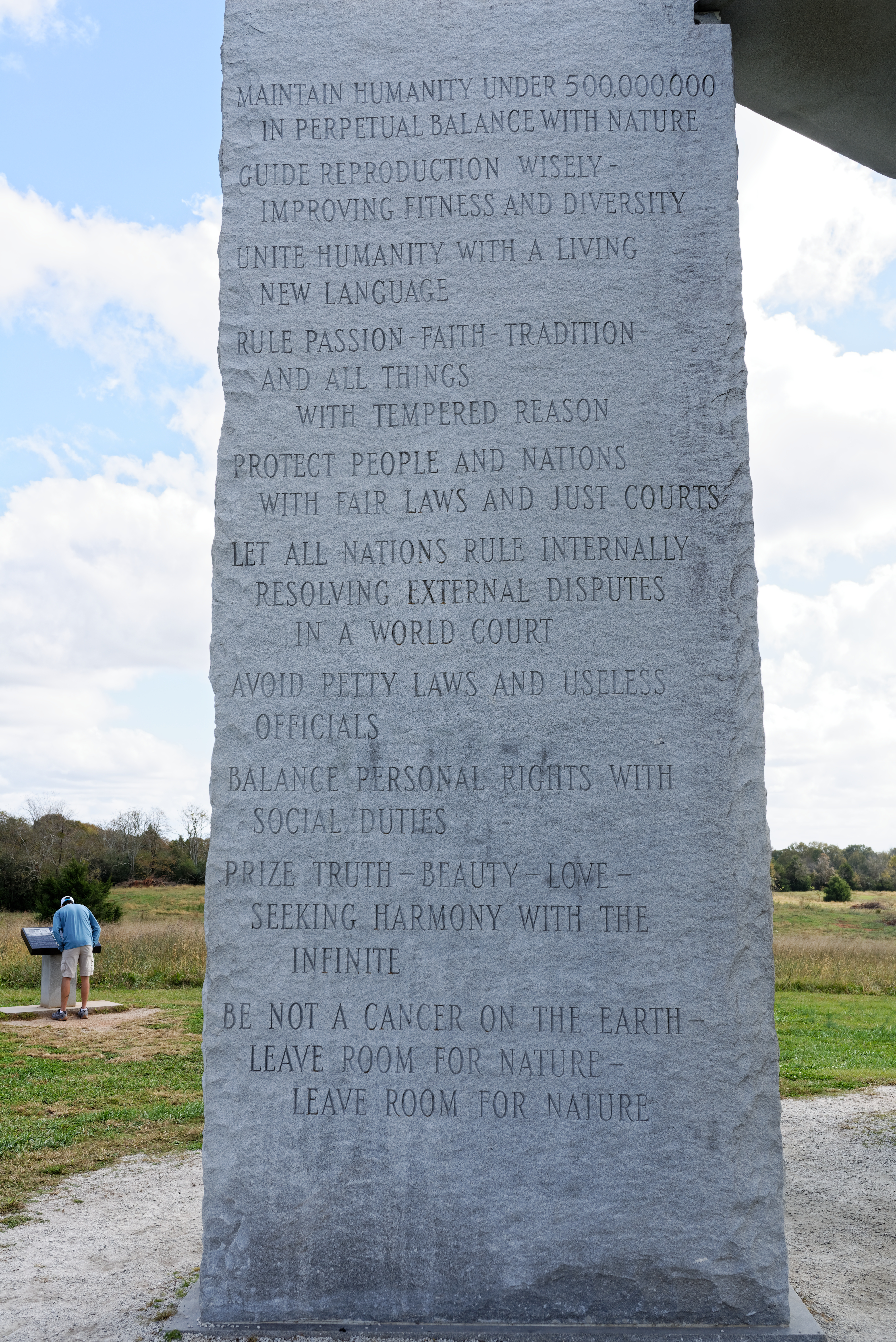
Les 10 commandements du monument

L'œuvre fait référence à Stonehenge, toutes les informations et descriptions ayant été fournies par les commanditaires dans une documentation.
Six blocs de granite de 5,87 mètres de haut pour un poids total de 237 746 livres (soit presque 108 tonnes), affichent un message en plusieurs langues. La plaque du haut comporte des inscriptions en quatre langues sur ses côtés : babylonien, grec ancien, sanskrit et hiéroglyphe égyptien, qui définissent l'objectif de la structure : « Que ces pierres nous guident vers un âge de la raison ». Un trou dans la pierre horizontale du haut donne la date à midi. Un trou montre l'étoile polaire dans la colonne centrale.
La plaque sur le sol donne les explications — uniquement en anglais — avec des références astronomiques, et promet une capsule temporelle enterrée, « à ouvrir le » sans date précisée.
Aux équinoxes et aux solstices, on peut voir le soleil se lever dans la fente de la colonne centrale.

### 10 commandements
Sur 4 plaques de granite figurent 10 commandements en 8 langues:
1. Maintenez l'humanité en dessous de 500 millions d'individus en perpétuel équilibre avec la nature ;
2. Guidez judicieusement la reproduction afin d'améliorer adaptabilité et diversité ;
3. Unissez l'humanité grâce à une nouvelle langue mondiale ;
4. Traitez de la passion, de la foi, de la tradition et de toutes les choses avec modération ;
5. Protégez les personnes et les nations avec des lois et des tribunaux équitables ;
6. Laissez toutes les nations gouverner leurs affaires intérieures, et réglez les conflits extérieurs devant un tribunal mondial ;
7. Évitez les lois mesquines et les fonctionnaires inutiles ;
8. Équilibrez les droits personnels et les devoirs sociaux ;
9. Faites primer la vérité, la beauté, l’amour en recherchant l’harmonie avec l’infini ;
10. Ne soyez pas un cancer pour la Terre - Laissez de la place à la nature - Laissez de la place à la nature.

## Critiques et théories
Le premier commandement suscite de nombreuses théories du complot au sujet d'un plan secret pour la réduction de la population mondiale à 500 millions d'individus.[réf. nécessaire]
Le deuxième commandement, en parlant de « guider » la reproduction, pourrait évoquer des pratiques eugénistes.[réf. nécessaire]
Selon le magazine américain Wired, le troisième commandement peut déplaire aux chrétiens, car d'après le dernier chapitre de la Bible, l'Apocalypse, l'Antéchrist établira une langue commune à toute l'humanité dans le cadre d'un gouvernement mondial[réf. souhaitée]. Et le quatrième commandement peut lui aussi leur déplaire, car il ne donne pas la priorité à la foi.
Un ouvrage est paru sur le sujet, dont l'auteur prétend être le fameux R. C. Christian en donnant des détails sur les coûts. Il est dédié à Thomas Paine, auteur de l'ouvrage Le Siècle de la raison.[réf. nécessaire]
Les initiateurs du projet de construction du monument craignaient également que des explosions de bombes nucléaires anéantissent l'humanité pendant la guerre froide. C'est alors à l'effet de faciliter la reconstruction du monde après cette disparition totale de l'espèce redoutée par eux que le monument a été érigé.
Il fonctionnait également comme un calendrier astronomique, arrangé pour laisser la lumière du soleil briller à travers un trou étroit dans la structure tous les jours à midi pour éclairer la date sur une gravure.

## Dégradations et destruction
En 2008, le monument est vandalisé par des graffitis.
Le 6 juillet 2022, le monument est partiellement détruit par un engin explosif. Pour des raisons de sécurité, les autorités locales décident plus tard dans la journée de démolir ce qui reste de l'édifice. Une enquête est diligentée pour déterminer l'auteur des faits. L'explosif a détruit la partie du monument écrite en russe et chinois.
Il faisait fortement partie de la culture locale et attirait de nombreux touristes avant sa destruction selon les autorités.

## Galerie d'images

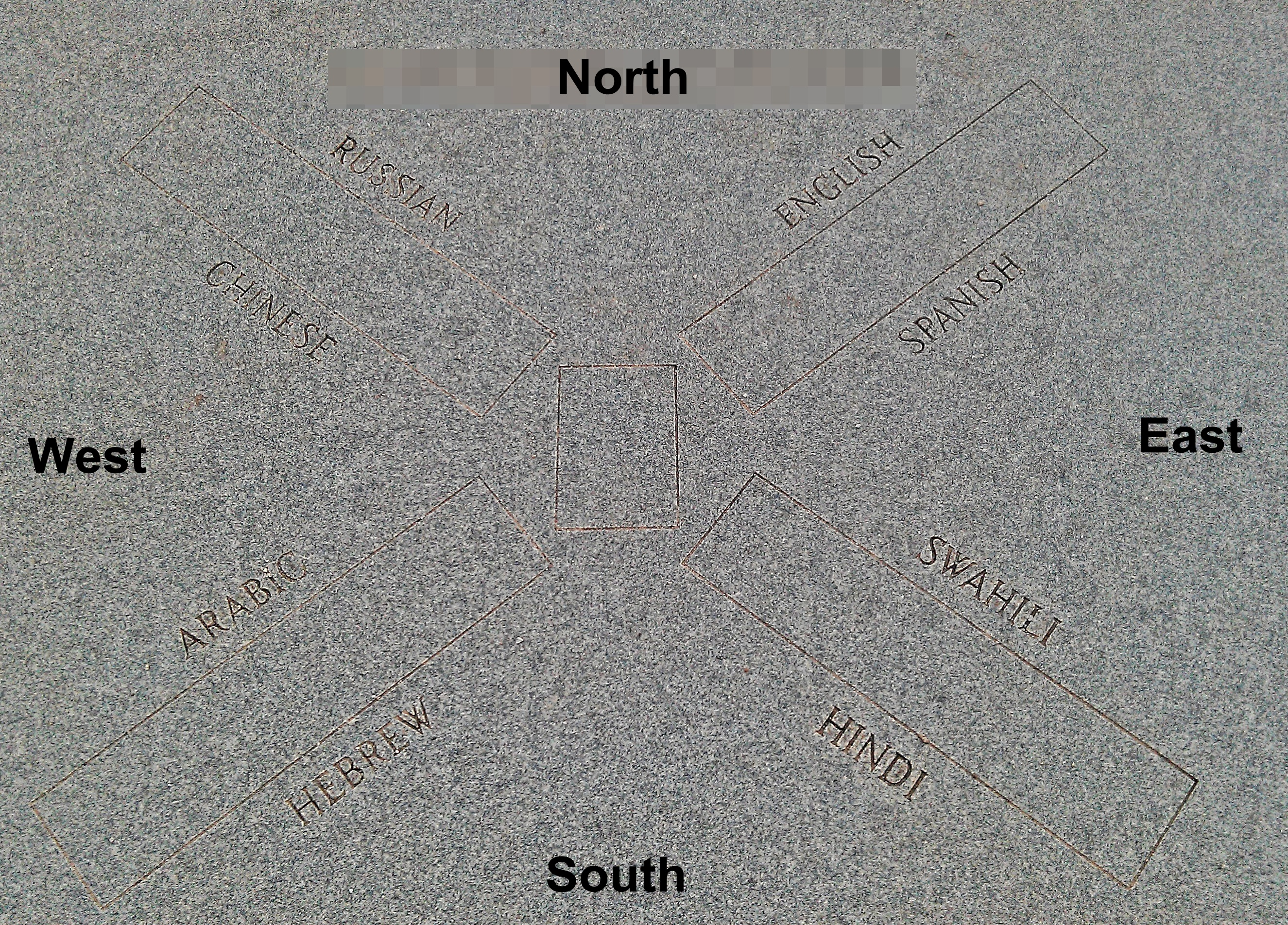
Plan du monument avec la correspondance de l'orientation des points cardinaux et des 8 langues
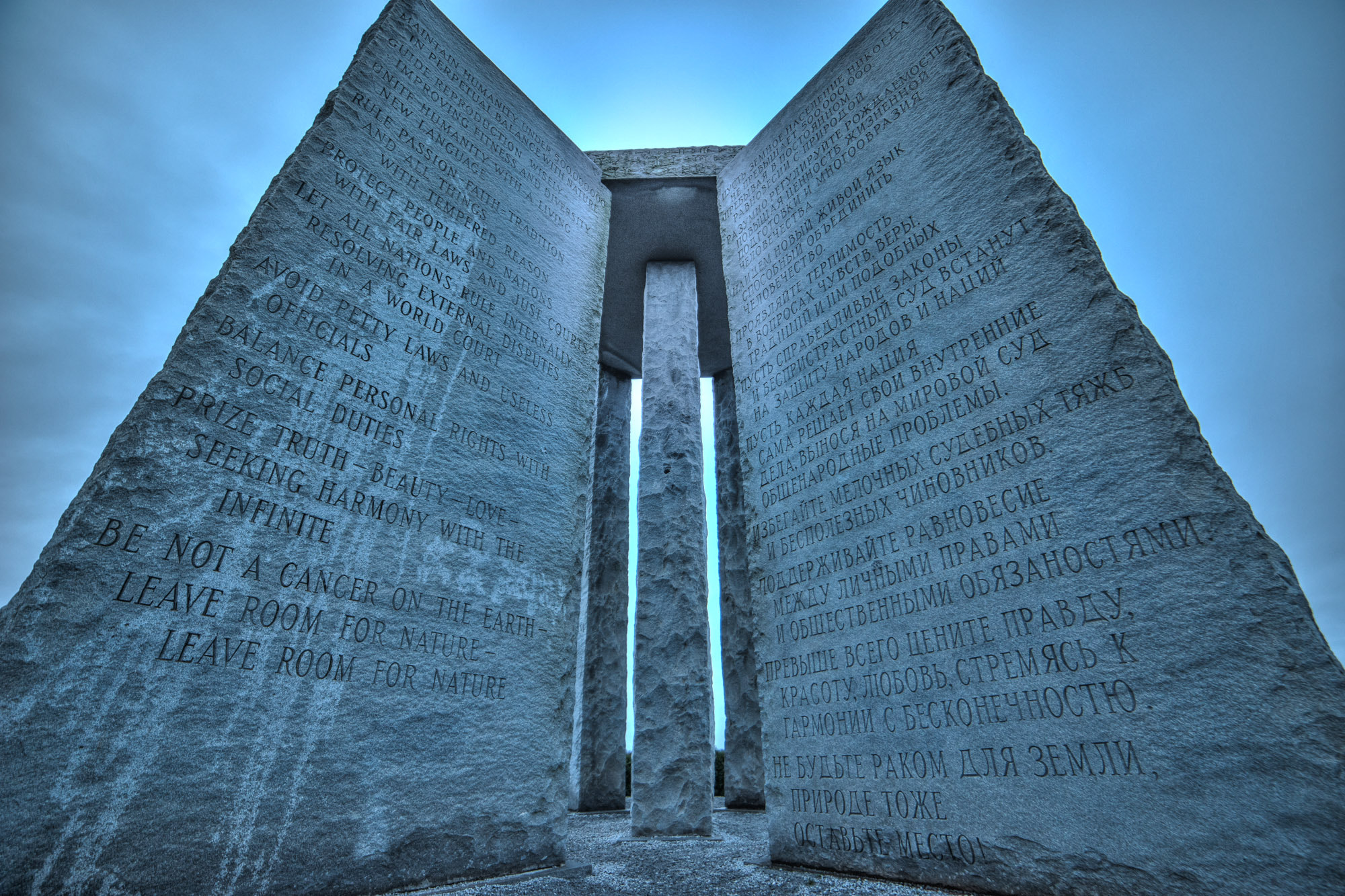
Monument en anglais et en russe.
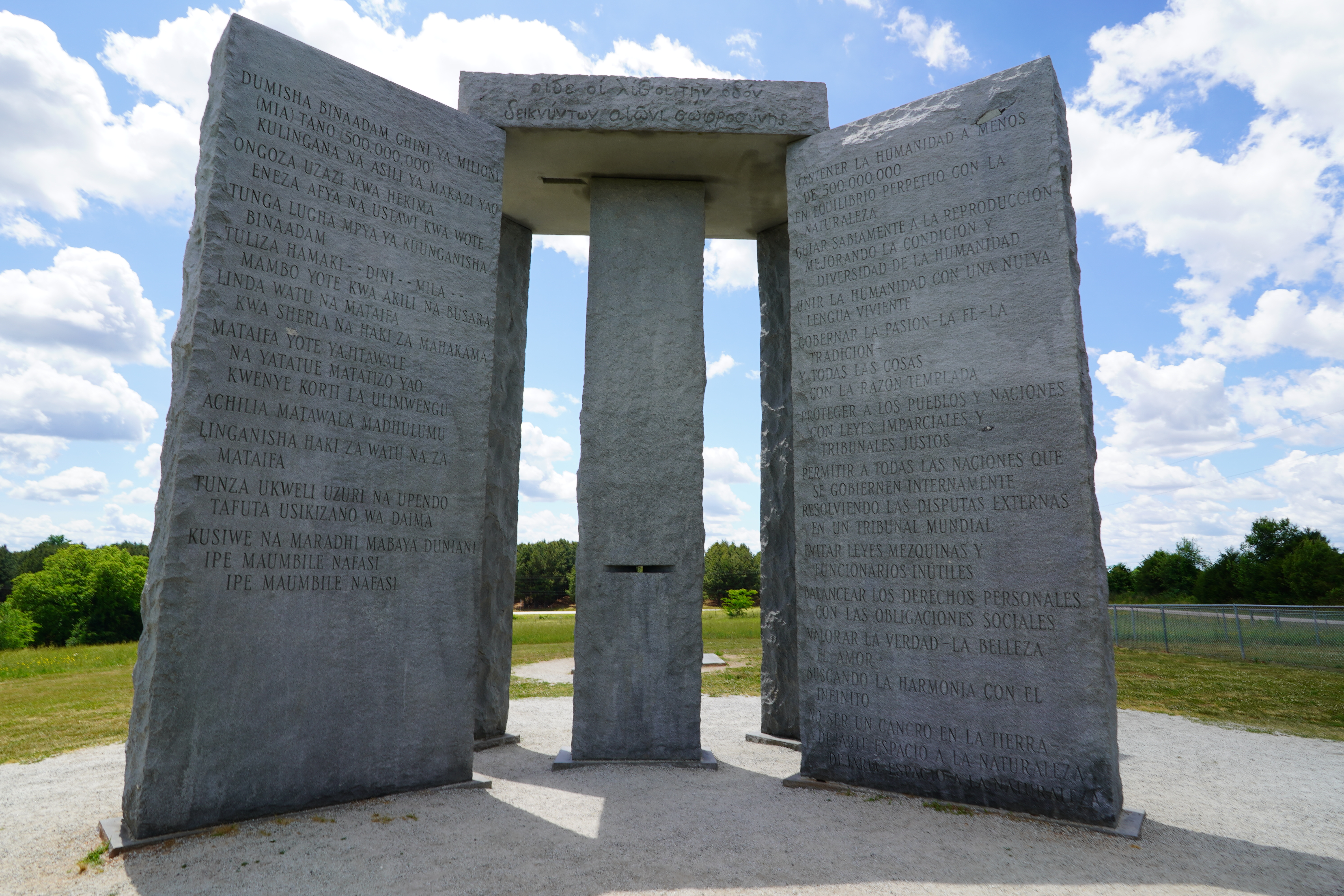
Monument en swahili et espagnol
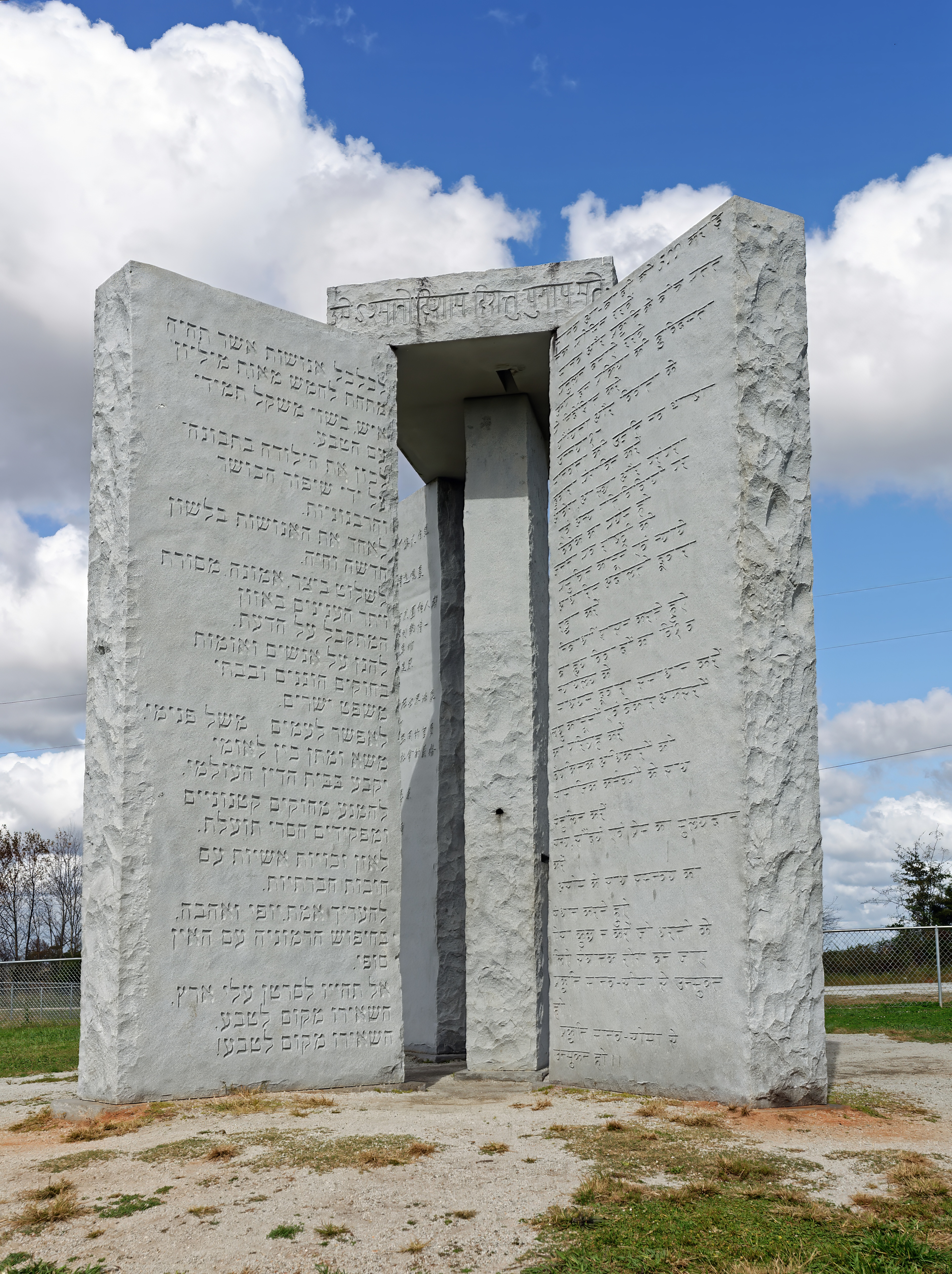
Monument en hébreu et hindi
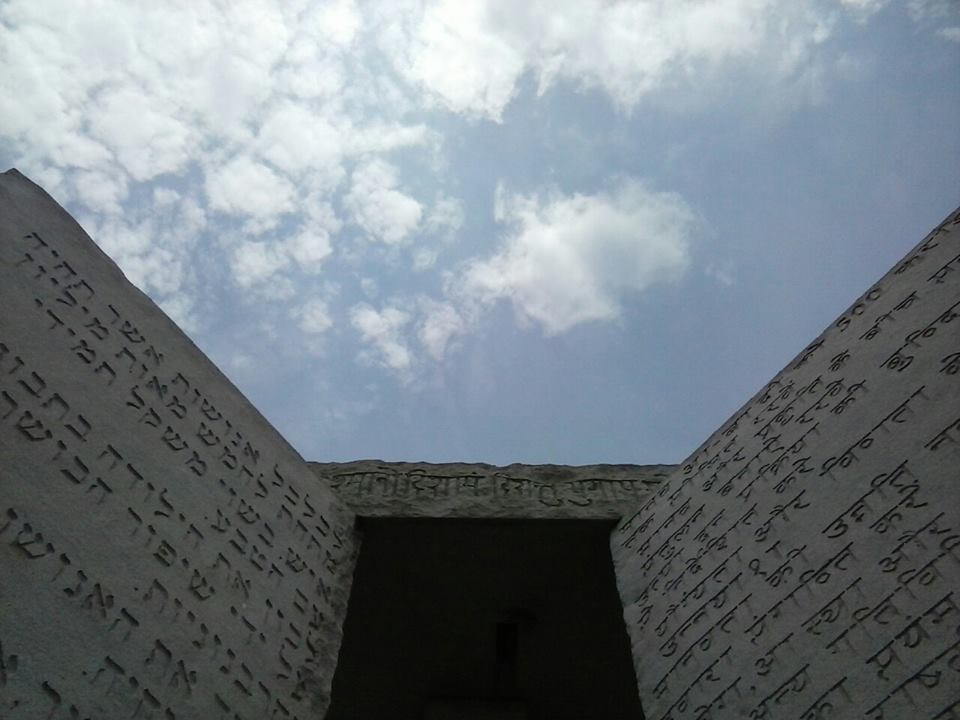
Une des 4 inscriptions frontales du sommet du monument en sanskrit, entre l'hébreu et l'hindi disant: « Que ces pierres nous guident vers un âge de la raison »
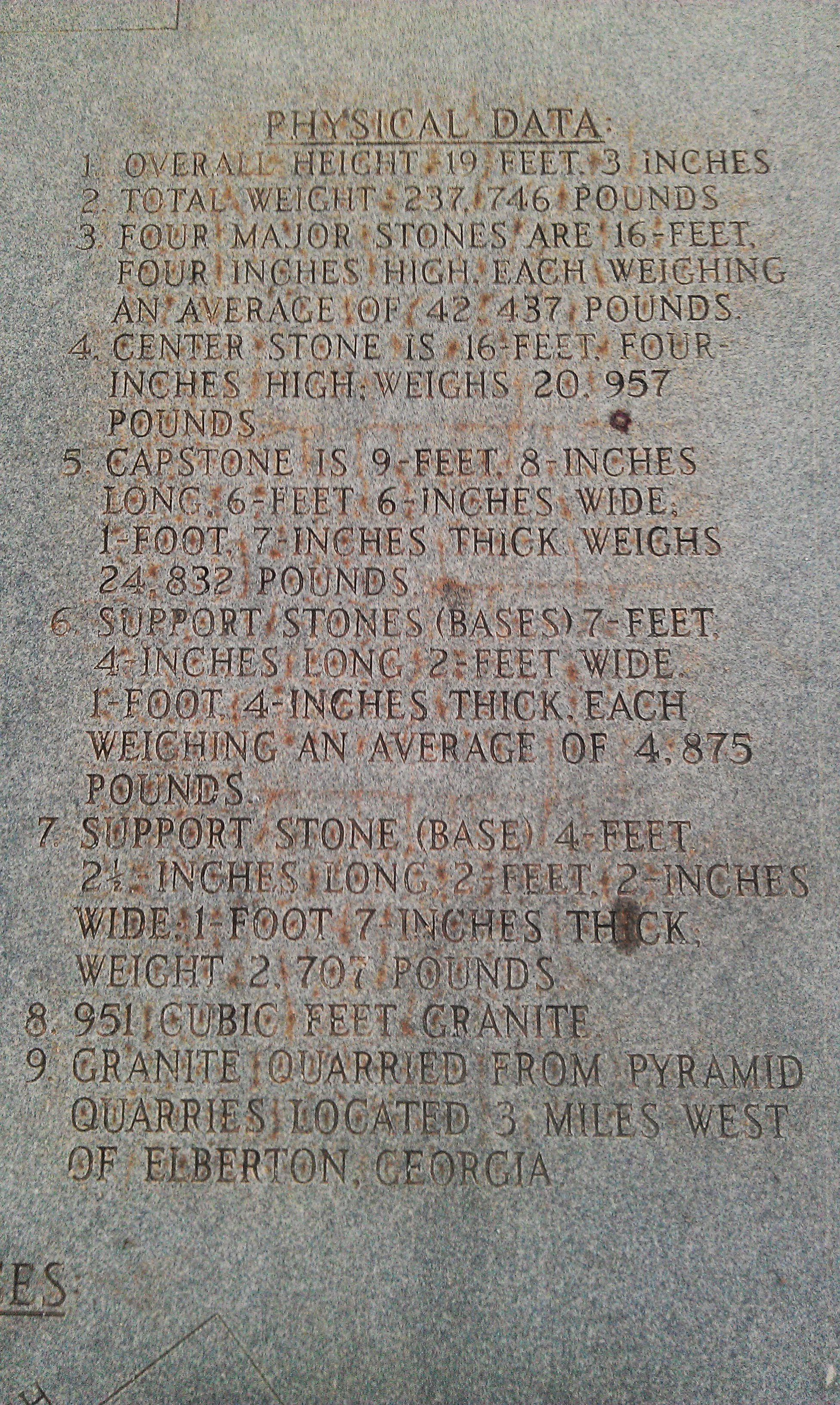
Données techniques du bâtiment